# تپه باباگل
تپه باباگل مربوط به سده‌های میانه دوران‌های تاریخی پس از اسلام است و در شهرستان اسفراین، بخش بام وصفی آباد، دهستان بام، ۱ کیلومتری شمال غرب روستای فتح‌آباد واقع شده و این اثر در تاریخ ۱۸ شهریور ۱۳۸۷ با شمارهٔ ثبت ۲۳۲۸۸ به‌عنوان یکی از آثار ملی ایران به ثبت رسیده است.